# Zeepostelein (Sesuvium)
De plant die in Suriname zeepostelein (Sesuvium portulacastrum) genoemd wordt is een plant die slechts in de verte verwant is aan de plant die in Nederland en België zeepostelein genoemd wordt. Ze horen allebei tot de orde Caryophyllales, maar tot twee verschillende families daarvan. Zeepostelein is nog meer dan zijn naamgenoot in Europa een echte halofyt die aan kusten, in duinen, zout- en brakwatermoerassen voorkomt. Het is een pionierplant en een vetplant.
De plant draagt kleine, meestal paarse, soms roze of bijna witte bloemen. De kleine dikke bladeren zijn 0,5 – 5 cm lang en lichtgroen, soms roodachtig als ze ouder worden. Het is een kruipende niet-houtige plant.
De plant komt veel aan de kust van Suriname voor, maar zijn verspreiding is daar zeker niet toe beperkt. Het verspreidingsgebied omvat de tropische en subtropische kust van de hele wereld, langs de kusten van heel Afrika, Australië, Oceanië, Noord- en Zuid-Amerika tussen 35°N en 42°S en het is zelfs inheems in Hawaï.

## Gebruik door de mens
De plant is eetbaar en stond op de lijst van planten die in geval van nood gegeten konden worden in de Pacifische WWII-handboeken van de Amerikaanse strijdkrachten. Alle vlezige delen zijn eetbaar, zowel rauw als gekookt, maar ze zijn wel zoutig. De plant is ook gebruikt als een waterzuiveraar, bijvoorbeeld in het Ala Wai-kanaal op Oahu.

## Fotosynthetisch metabolisme
In Surinaamse lagunes die bij springtij met slibrijk water gevoed worden en beginnen te verlanden, is zeepostelein gewoonlijk de eerste pionier, op de voet gevolgd door krapéwiwiri, dat een C3-plant is. Zeepostelein behoort echter tot de familie Aizoacea die vele vetplanten onder zijn leden telt die bijvoorbeeld is de Succulenten-Karoo leven en CAM-planten zijn. De zeepostelein behoort echter tot een onderfamilie daarvan de Sesuvioidae die een vroege afsplitsing van de Aizoacea vertegenwoordigt, de enige waarin CAM-metabolisme nog niet aangetoond was. Onderzoek naar het metabolisme van zeepostelein laat zien dat er 's nachts wel enige verzuring in zijn bladeren plaatsvindt, meer in de droge dan in de natte tijd. Het onderzoek toonde aan dat de plant wel enig vermogen tot CAM-metabolisme heeft, maar daar maar beperkt gebruik van maakt. Het geslacht Sesuvium is daarmee nog interessanter geworden voor de studie van de oorsprong van verschillen in fotosynthetisch metabolisme bij planten. Het geslacht bevat namelijk ook enige C4-planten.

## Beeldgalerij

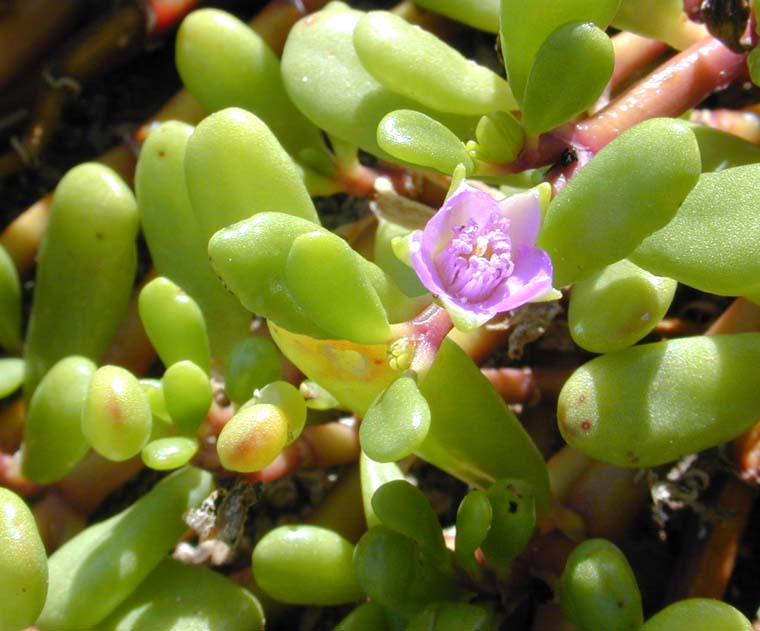
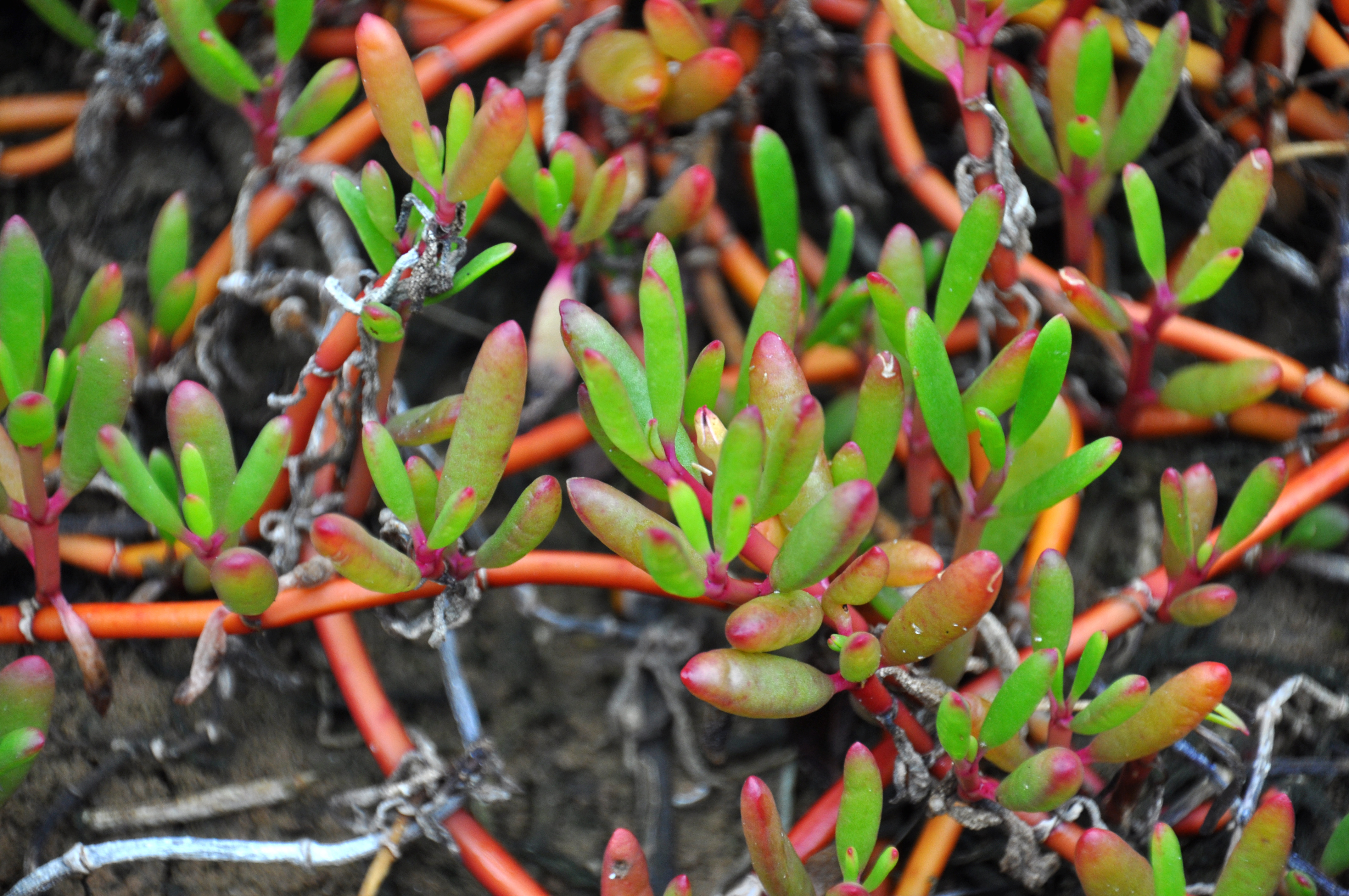
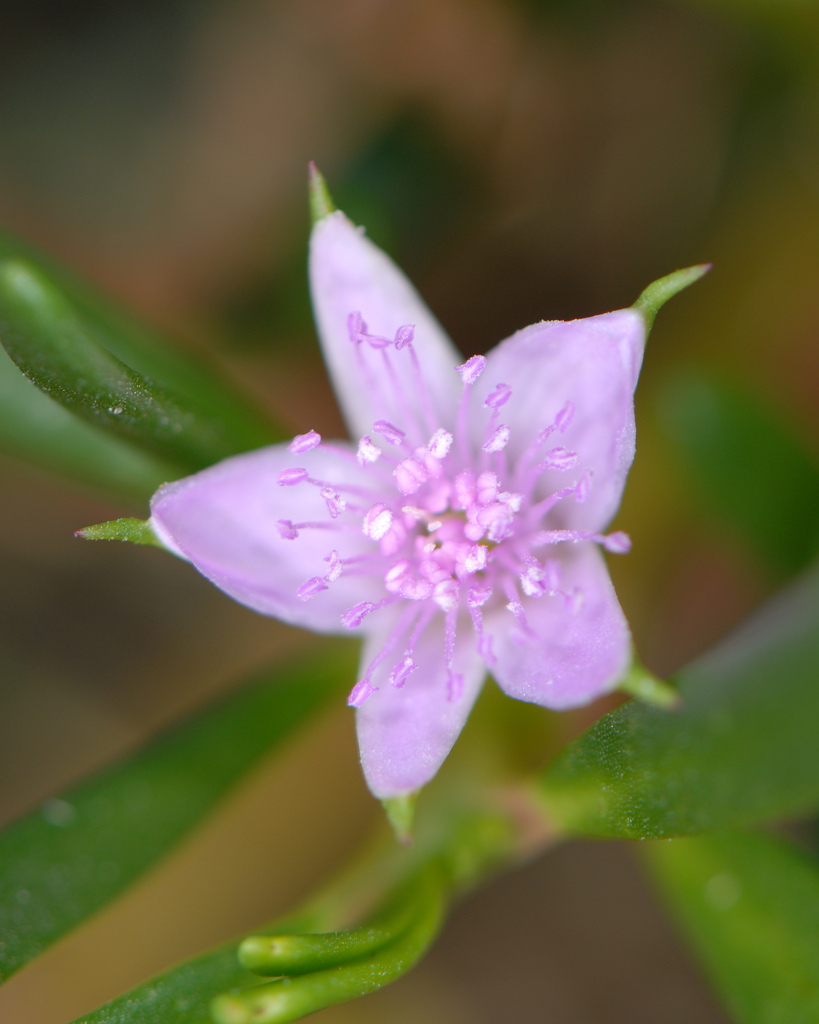
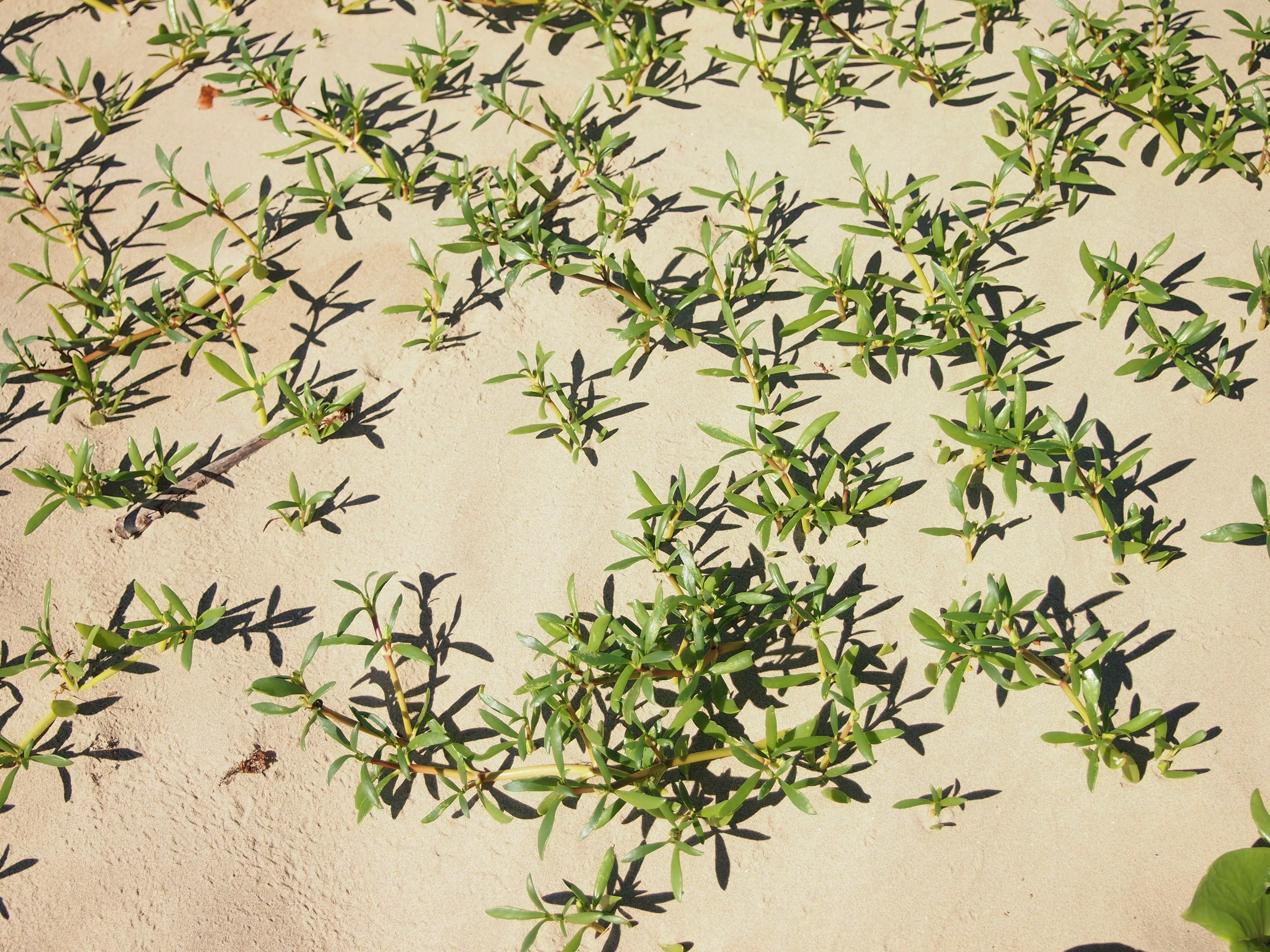